# 胡塞馬省
35°15′N 3°56′W / 35.250°N 3.933°W
胡塞馬省（阿拉伯语：‎），是摩洛哥的省份，位於該國北部，由丹吉爾-得土安-胡塞馬大區負責管轄，首府設於胡塞馬，面積3,550平方公里，2004年人口395,644，人口密度每平方公里111人。